# Henry Alexander Miers
Henry Alexander Miers (Rio de Janeiro, 1858 – Londra, 1942) è stato un mineralogista britannico.
Docente all'università di Oxford e all'università di Manchester, fu fellow della Royal Society dal 1892. Miers era il terzo figlio di Francis Charles Miers, un ingegnere civile, e Susan Fry Miers. Vinse borse di studio a Eton e Oxford, dove studiò classicismo e scienze, ottenendo il diploma con lode in matematica nel 1881. 
Sebbene non avesse una formazione formale direttamente correlata alla cristallografia, Miers si preparò in un anno per un'apertura come assistente al British Museum con brevi soggiorni presso N. Story-Maskelyne a Oxford, W. J. Lewis a Cambridge e Paul von Groth a Strasburgo. Il suo lavoro al museo, sotto la guida di Lazarus Fletcher, fu principalmente incentrato sulla descrizione delle forme cristalline. Scoprì per la prima volta il merohedrismo nella cooperite e in altri minerali, contribuendo così al riconoscimento delle classi di simmetria cristallina naturalmente presenti. Descrisse in dettaglio diversi minerali solfosali e la complessa morfologia di questi cristalli lo portò a interessarsi alla crescita cristallina. Miers costruì un ingegnoso goniometro rovesciato per misurare le facce dei cristalli mentre crescevano in soluzione. Ciò portò all'osservazione diretta della presenza ubiqua ma variabile di facce leggermente divergenti (vicinali) durante la crescita del cristallo. Comprendeva il ruolo della crescita nell'adattare una bassa densità reticolare su tali facce con la minore densità di materia nella soluzione, ma la vera ragione sottostante non divenne apparente per altri cinquant'anni.
Dopo la sua nomina a professore di mineralogia a Oxford nel 1895, Miers perfezionò il suo apparato in modo che potesse misurare anche la concentrazione della soluzione sulla superficie del cristallo in crescita attraverso l'indice di rifrazione determinato dalla riflessione totale. Questo approccio ingegnoso gli permise, insieme a un gruppo di studenti, di osservare direttamente le condizioni di varie forme di cristallizzazione, dalla crescita lenta e regolare di grandi cristalli a basse sovrasaturazioni alla pioggia di cristalli microscopici a un critico grado elevato di sovrasaturazione, correlati alle condizioni metastabili e labili di Ostwald, rispettivamente.
Miers iniziò la sua attività di insegnamento nel 1886, quando H. E. Armstrong gli chiese di tenere un corso di cristallografia presso il recentemente aperto City and Guilds of London Institute (in seguito parte dell'Imperial College). Il suo studente più famoso fu William J. Pope, successivamente professore di chimica a Manchester e poi a Cambridge. Si dice che William Barlow abbia imparato la cristallografia da Miers, apparentemente senza registrarsi formalmente come studente. Gli studenti di Oxford che in seguito raggiunsero notorietà nel campo furono Thomas V. Barker e Harold Hartley. Miers completò il suo libro di testo sulla mineralogia nel 1902; passò alla seconda edizione nel 1929 e fu tradotto in francese. Attingeva ampiamente alla Mineralogy di Dana e, per l'epoca, conteneva eccellenti discussioni sulla ottica cristallina come trattata da Lazarus Fletcher. La descrizione delle strutture interne dei cristalli, all'epoca solo una teoria, fu relegata a un'appendice, anche se Miers aveva certamente seguito da vicino gli sviluppi nel campo.
Nel 1908 Miers fu nominato rettore dell'Università di Londra, il primo di una lunga serie di incarichi amministrativi e di comitato che occuparono la maggior parte del suo tempo ed energia per il resto della sua vita. Anche se la sua successiva nomina, come vice cancelliere dell'Università di Manchester (1915), creò anche una cattedra speciale di cristallografia, non pubblicò ulteriori lavori scientifici. Il fatto che il suo insegnamento lì fosse influente è ampiamente dimostrato da uno studente, H. E. Buckley, che in seguito divenne capo del dipartimento di cristallografia a Manchester e che incluse molto da Miers nel suo libro Crystal Growth. Pubblicato nel 1951, proprio mentre era apparsa la rivoluzionaria teoria della crescita cristallina di F. C. Frank attraverso dislocazioni, fu la fonte più importante di ispirazione e informazioni sui lavori precedenti per la nuova scuola di crescita cristallina negli anni '50.
Miers fu eletto membro della Royal Society nel 1896 e fu nominato cavaliere nel 1912. Ricevette una mezza dozzina di lauree honoris causa, la medaglia Wollaston della Geological Society di Londra e numerosi altri onori.